# Уварово (село, городской округ Домодедово)
Уварово — село (до 2024 года — деревня) в городском округе Домодедово Московской области.

## География
Находится в южной части Московской области на расстоянии приблизительно 21 км на юго-восток по прямой от железнодорожной станции Домодедово.

## История
Упоминается с 1570 года как сельцо.
В 2024 году деревня была преобразована в село.

## Население
| 2002 | 2010 |
| ---- | ---- |
| 10   | ↗11  |

Постоянное население составляло 10 человек в 2002 году (русские 90 %), 11 в 2010.